# Sebina
Sebina is een dorp in het district Central in Botswana. De plaats telt 3276 inwoners (2011).